# 가마쿠라역
가마쿠라역(일본어: 鎌倉駅, かまくらえき)은 일본 가나가와현 가마쿠라시에 있는 철도역이다. 동일본 여객철도 (JR 동일본)와 에노시마 전철이 별도의 역사를 운영하며, 동일본 여객철도 요코스카 선과 직결 운행하는 쇼난 신주쿠 라인, 그리고 에노시마 전철선이 운행한다.
JR에서는 출퇴근 시간대에는 통근 라이너, 주말과 공휴일에는 홀리데이 쾌속이 운행한다.

## 동일본 여객철도
섬식 1면 2선 구조의 지상역이다. 상행선과 하행선 근처에 유치선이 1개씩 있다. 오전 7시부터 오후 8시까지 초록 창구를 영업하고 있다. 스이카 및 제휴 교통카드의 사용이 가능하다.
| 1 | 요코스카 선       | 즈시 · 요코스카·구리하마 방면                                                  |
| 2 | 요코스카 선       | 요코하마 · 시나가와 · 도쿄 · 지바 · 나리타공항 · 가시마진구 방면 (소부 쾌속선) |
| 2 | ■쇼난 신주쿠 라인 | 요코하마 · 시부야 · 신주쿠 · 오미야 방면                                       |

### 에노시마 전철
두단식 2면 2선 구조의 지상역이다. PASMO 및 제휴 교통카드의 사용이 가능하다.
| 3 | ■ 에노시마 전철선 | 하세·에노시마·후지사와 방면 |
| 4 |                   | 하차 전용 승강장            |
| 5 | ■ 에노시마 전철선 | 하세·에노시매·후지사와 방면 |

## 역세권 정보
- 쓰루가오카 하치만구의 참배길.
- 가마쿠라시청사

## 역사
- 1889년 6월 16일 - 일본국유철도 (당시 이름은 관설철도)의 가마쿠라 역이 먼저 개업하였다.
- 1910년 11월 14일 - 에노시마 전기 철도의 고마치 역이 영업을 개시하였다. 이 고마치 역은 현재 가마쿠라 역의 동쪽에 있었다.
- 1949년 3월 1일: 에노시마 전기 철도의 고마치 역이 지금의 위치로 이전, 역 명칭을 가마쿠라로 바꾸었다.
- 1987년 4월 1일 - 민영화에 따라 일본국유철도 가마쿠라 역이 동일본 여객철도의 소속이 되었다.
- 2001년 11월 18일 - 동일본 여객철도 가마쿠라 역에서 스이카의 사용이 가능해졌다.
- 2001년 12월 1일 - 쇼난 신주쿠 라인 열차들이 직결 운행하기 시작했다.
- 2007년 3월 18일 - 에노시마 전기 철도 가마쿠라 역에서 파스모의 사용이 가능해졌다.

## 사진

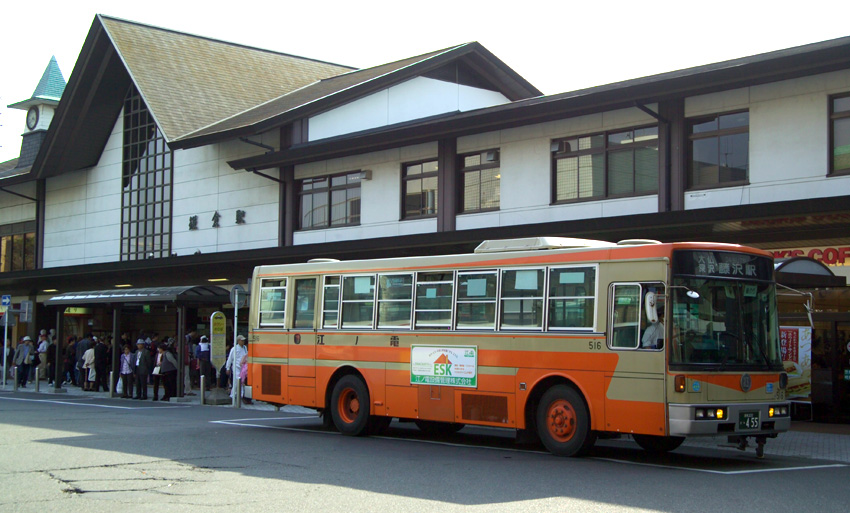
서쪽 모습
열차 정차중인 모습

## 인접역
| 동일본 여객철도 요코스카 선   | 동일본 여객철도 요코스카 선 | 동일본 여객철도 요코스카 선 |
| ----------------------------- | --------------------------- | --------------------------- |
| 기타카마쿠라 도쿄 · 지바 방면 | ■ 보통                      | 즈시 구리하마 방면          |
| 기타카마쿠라 우쓰노미야 방면  | ■쇼난 신주쿠 라인 (보통)    | 즈시 방면                   |
| ■ 에노시마 전철               |                             |                             |
| EN14 와다즈카 후지사와 방면   | 에노시마 전철선             | 시·종착역                   |